# Nanaksar
Nanaksar est un site près de Kaleran dans le Punjab au Pakistan célèbre pour avoir accueilli Baba Nand Singh (1870-1943), appelé aussi Sant Nand Singh. C'est un ascète considéré comme un grand dévot du sikhisme; de son vivant il a eu beaucoup de disciples. Il a parcouru le sous-continent indien pour enseigner les écrits de Guru Nanak et du Guru Granth Sahib le livre saint des sikhs. Il aimait recommander aux croyants les bénéfices du kirtan: le chant des hymnes sikhs, et, de simran: la répétition du Nom de Dieu.
Aujourd'hui un gurdwara très célèbre a été construit à Nanaksar, et une communauté pieuse y réside. Des temples portant le nom de gurdwara Nanaksar ont été construits à travers le monde en mémoire de Baba Nand Singh, sikh considéré comme saint.